# FlexOS
FlexOS — операционная система реального времени, выпускавшаяся компанией Digital Research, Inc. в 1980-х для IBM PC-совместимых компьютеров. FlexOS создана на основе DOS-286, была лицензирована и продавалась IBM. На её основе IBM создала операционную систему IBM 4690 OS.